# فترة غياب الستاتهاودر الأولى

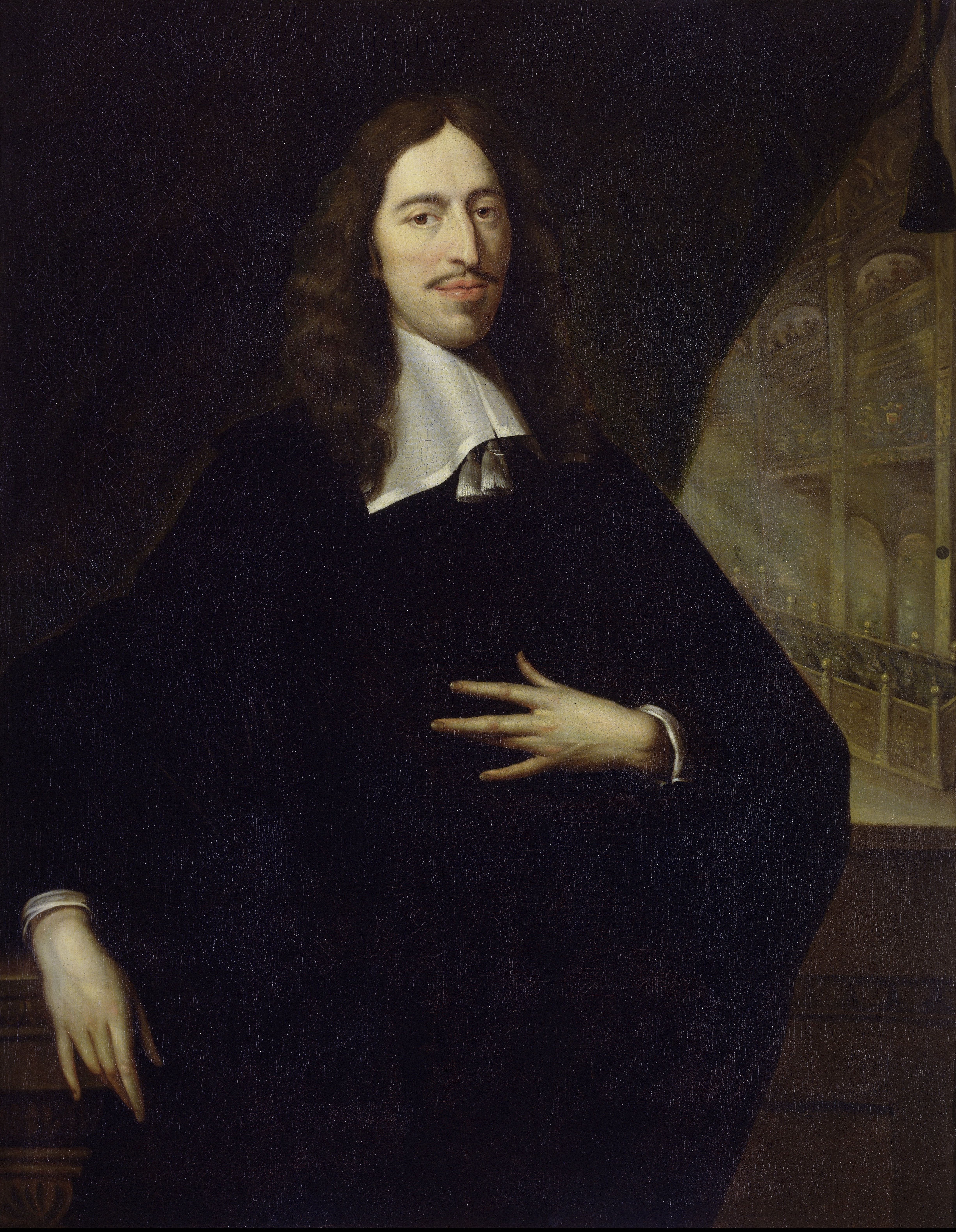
لوحة ليوهان دي ويت نحو 1652.

فترة غياب الستاتهاودر الأولى (1650–1670) هي فترة من تاريخ جمهورية هولندا بقي خلالها منصب الستاتهاودر خاليًا في 5 مقاطعات هولندية من أصل 7 (احتفظت مقاطعتا فرايزلاند وخرونينغن بمنصب الستاتهاودر التقليدي الذي تبوأه آل أوراني). تزامنت تلك الفترة، عن طريق الصدفة، مع الفترة التي وصلت فيها هولندا إلى ذورة العصر الذهبي في المجالات الاقتصادية والعسكرية والسياسية. اكتسب المصطلح مدلولًا سلبيًا في القرن التاسع عشر من طرف علماء التأريخ الهولندي الأوراني، ولكن ما زال الجدال قائمًا بخصوص تبرير وجهة النظر السلبية تلك. يدعي الجمهوريون أن جمهورية هولندا أدت أداءً جيدًا تحت قيادة نظام السياسي يوهان دي فيت الذي شغل منصب المتقاعد الأكبر، على الرغم من اضطرار هولندا إلى خوض حربين رئيسيتين مع إنجلترا، وعدد من الحروب الأصغر مع القوى الأوروبية المختلفة. تمكنت جمهورية هولندا من لعب دور محوري في «مسرح الأحداث الأوروبي»، وتمكنت من فرض فترةٍ من السلام الهولندي في المنطقة الاسكندنافية، وذلك بفضل علاقاتها الجيدة مع فرنسا وزوال العداوات مع إسبانيا والضعف النسبي الذي اتسمت به بعض القوى الأوروبية العظمى الأخرى. بفضل الحرب مع البرتغال، تمكنت شركة الهند الشرقية الهولندية من الاستيلاء على بقايا الإمبراطورية البرتغالية في سيلان وجنوب الهند. عقب انتهاء الحرب مع إسبانيا عام 1648، والتي تبعتها نهاية الحظر الإسباني على التجارة مع جمهورية هولندا التي فضلت سابقًا التعامل مع الإنجليز، اكتسحت التجارة الهولندية كل شيء يقف أمامها، فامتدت التجارة الهولندية لتصل إلى شبه الجزيرة الإيبيرية والبحر المتوسط وبلاد الشام، بالإضافة أيضًا إلى منطقة البلطيق. لم تعق سياسة الحماية الصناعة الهولندية بعدْ خلال تلك الفترة، تحديدًا صناعة النسيج. بالتالي، شهد اقتصاد الجمهورية آخر انتعاشٍ اقتصادي كبير له.
من الناحية السياسية، تمكن الفصيل الجمهوري التابع للوصاة على العرش، مثل كورنيليس دي غراف وأندريس بيكر، من حكم البلاد بشكل مطلق، ووصل الأمر إلى إعداد مبررات آيديولوجية للجمهورية (الحرية الصحيحة) مناهضة لنموذج الحكم الملكي المطلق في الدول الأوروبية المعاصرة، لكن ذاك النظام السياسي تمكن من التنبؤ بأفكار سياسية «حديثة» تم التعبير عنها بشكل كامل في نهاية المطاف ضمن الدستورين الفرنسي والأمريكي الذين وُضعا لاحقًا في القرن الثامن عشر. بزرت معارضة تحتية للملكية من أتباع آل أوراني، فأراد هؤلاء إعادة أمير أوراني الشاب إلى منصب الستاتهاودر، المنصب الذي تبوأه والده وجده وعمه الأكبر وجد جده. سعى الجمهوريون إلى حلّ هذه المشكلة عن طريق قوانين دستورية تحظر ذلك، مثل قانون العزل، لكن الجمهوريين فشلوا في نهاية المطاف إثر اندلاع أزمة رامبيار (أو سنة الكارثة) التي وقعت عام 1672، ما أدى إلى انهيار نظام دي فيت.

## مقدمة: الحاكم العام ويليام الثاني
سبق منصب الستاتهاودر، أو حاكم المقاطعة، قيام جمهورية هولندا. فخلال حكم آل هابسبورغ، كان الستاتهاودر ممثلًا عن الملك (ومؤخرًا، كان ممثلًا عن الملك فيليب الثاني ملك إسبانيا، وحمل أهلية الدوق أو الكونت)، وكان مسؤولًا عن أداء وظائف دستورية مهمة، مثل تعيين قضاة المدينة، أو تبوأ منصب القائد العام للمقاطعة خلال أوقات الحرب. كان ويليام الصامت ستاتهاودر هولاند وزيلاند خلال نظام آل هابسبورغ، وادعى تنفيذ مهامه باسم الملك. عندما أسست المقاطعات الثائرة اتحاد أوترخت الدفاعي، عن طريق اتفاقية كان من المفترض أن تصبح «دستور» الجمهورية الجديدة، استند المشرعون على إطار العمل الدستوري لآل هابسبورغ، فبقي منصب الستاتهاودر. عندما أعلن ملك إسبانيا استقلال هولندا من خلال مرسوم التخلي، لم يتوفر أي سبب لإلغاء منصب الستاتهاودر: فالمرسوم أعلن بكل بساطة أن القضاة، من بينهم أناس تولوا منصب الستاتهاودر، سيستمرون في عملهم من الآن فصاعدًا في المقاطعات الهولندية ذات السيادة الذاتية (لم يكن منصب الستاتهاودر موجودًا على المستوى الاتحادي للبلاد).
حتى بعد موت ويليام عام 1584، وتوقف البحث عن ملك جديد بعد مغادرة روبرت دادلي إيرل ليستر، تقبّل البرلمان (أو مجلس طبقات الأمة) حاجة هولندا إلى السيادة الذاتية عام 1588، فأصبح منصب الستاتهاودر منصبًا تاريخيًا. لو لم يُنتخب ستاتهاودر هولاند لمنصب القائد العام للاتحاد، وهو منصب مهم جدًا في أوقات الحرب، لكان من المتوقع أن يصبح منصب الستاتهاودر فارغًا في وقت أسبق بكثير. على أي حال، وفي ظل الحرب الدائرة مع إسبانيا حينها، كان منصب القائد العام أمرًا لا غنى عنه. بقي منصب الستاتهاودر قاعدة سياسية مهمة، فاستطاع من شغل هذا المنصب فرض نفوذٍ وتأثير أكبر بكثير من الصلاحيات الممنوحة له.
أبرز الأمير موريس فان ناساو ذلك خلال الأزمة الدستورية لعام 1618، عندها حاولت هولاند تحت زعامة يوهان فان أولدينبارنيفيلت توظيف جيوش من المقاطعات بدلًا من الجيوش الفيدرالية تحت قيادة موريس، مؤكدة بذلك سيادة المقاطعة المطلقة. أوقف موريس تلك الخطوة عبر تنظيم انقلاب عسكري، واستطاع لاحقًا تأكيد السيادة الفيدرالية للبلاد لتحل محل سيادة كل مقاطعة. طهّر موريس هولندا من ورثة العرش الذين دعموا ذرائع أولدينبارنيفيلت بخصوص سيادة المقاطعة، فتمكن من كسب هيمنة سياسية في حكومة الجمهورية، وحصّل صلاحيات أقرب إلى صلاحيات الملكية. تمكن شقيقه وخليفته في منصب الستاتهاودر، فريدريك هنري، من الحفاظ على سلطته، وذلك جراء اعتماده على سياسة فرق تسد، فكان يحرض فصائل ورثة العرش ضد بعضها.
عندما توفي فريدريك هنري في شهر مارس عام 1647، نُصّب ابنه ويليام الثاني ستاتهاودر هولاند وزيلاند وأوترخت وأوفرايسل وخيلدرلند (أصبح المنصب بالوراثة في عام 1747). لم يملك ويليام المنزلة الرفيعة التي تمتع بها والده، والسبب هو أن فريدريك هنري لم يؤمن بقدرات ويليام الثاني ومنعه من قيادة الجيوش في ساحات المعركة خلال الحرب ضد إسبانيا، والتي كانت في مراحلها الأخيرة حينها. عارض ويليام السلام مع إسبانيا، لكن السياسيين في البرلمان تجاهلوه بشدة، تحديدًا نواب مدينة أمستردام. أُجريت معاهدة سلام مونستر بين جمهورية هولندا وإسبانيا في عام 1648، على الرغم من معارضة مقاطعة زيلاند وويليام، وكان الأخير يتجنب إقحام نفسه عمدًا في النقاشات بخصوص هذا الموضوعي ليخفي ضعفه.
في الأعوام التي تلت السلام مباشرة، اندلعت عدة صراعات بين الستاتهاودر وهولاند بخصوص السياسة. دعم ويليام (الذي كان كالفينيًا) أتباع الكالفينية المتشددين في مساعيهم الهادفة إلى فرض المذهب البروتستانتي على السكان الكاثوليك في الأراضي العمومية المستحوذ عليها مؤخرًا (على الرغم من أن والده كان أكثر تسامحًا مع حرية العقيدة الكاثوليكية). تمكن ويليام من كسب شعبية كبيرة من خلال تلك السياسة، خاصة لدى الطبقات الأرثوذكسية الأدنى في الجمهورية، لكن ورثة العرش في هولاند أحبطوا تلك السياسة لأنهم كانوا على دراية بالكراهية غير الضرورية التي ستحدثها.
كان الموضوع بالنسبة لويليام مجرد موقف سياسي، فكان يستغل مواقف معينة من الظلم والجور والتحامل كي يتمكن من الهيمنة والتفوق على ورثة العرش، كالخلاف الذي دار حول تقليص تعداد الجيش الدائم الذي برز بين عامي 1649 و1650. لم يرَ ورثة العرش حاجة إلى وجود الجيش الدائم الضخم والمكلف والمؤلَّف من المرتزقة في أوقات السلم، وهذا أمر مفهوم. طالبت هولاند تخفيض تعداد قوات الجيش إلى 26 ألف جندي (من 35 ألف عام 1648)، لكن ويليام ادعى أن حاجات العاملين أصبحت أكبر بشكل ملحوظ، والسبب هو تعاظم مساحة الأراضي التي تتطلب الحماية عن طريق القلاع المحصنة. كادت الأطراف أن تتوصل إلى اتفاقية بخصوص تعداد الجيش، بحيث يصبح تعداد الجنود 29 ألف، لكن الخلاف الأخير حول بضعة مئات من الجنود كانت تعجيزيًا.